# Псевдополидистрофия Гурлер
Псевдополидистрофи́я Гу́рлер (муколипидо́з III) — наследственное заболевание из группы муколипидозов, относящееся к лизосомным болезням накопления с аутосомно-рецессивным механизмом наследования нарушения обмена веществ. Клинически представляет собой заболевание с фенотипическими признаками мукополисахаридоза (в том числе и множественным дизостозом), напоминает более лёгкий вариант I-клеточной болезни (муколипидоза II). Данный симптомокомплекс получил название псевдо-Гурлер в связи с клинической схожестью симптомов с одним из представителей мукополисахаридоза — синдромом Гурлер.

## Наследование

Аутосомно-рецессивный механизм наследования псевдополидистрофии Гурлер: оба родителя являются носителями дефектного гена (помечен красным кружочком). По законам Менделя 50 % детей станут носителями (как их родители), 25 % родятся генетически здоровыми и в 25 % случаев — больными.

Псевдополидистрофия Гурлер наследуется, как и подавляющее большинство лизосомных болезней накопления, по аутосомно-рецессивному типу наследования. Следовательно, с одинаковой частотой встречается как у мужчин, так и у женщин.

## Патогенез
Клиническая картина заболевания, как и в случае муколипидоза II (I-клеточной болезни), обусловлена генетическим дефектом гена GNPTAB, расположенного на длинном плече 12-й хромосомы (12q23.3), кодирующего гликопротеин-GlcNaCI-1-фосфотрансферазу (GlcNAc-1-фосфотрансеразу). Тем не менее, в отличие от I-клеточной болезни, псевдополидистрофия Гурлер (муколипидоз III) проявляется менее выраженной симптоматикой и медленнее прогрессирует. Вероятно, это связано с тем, что дефект GlcNAc-1-фосфотрансеразы, принимающей участие в пострансляционном синтезе олигосахаридной части катаболических ферментов лизосом, является частичным — в результате накопление углеводов, липидов и белков внутри клеток происходит не так интенсивно.

## Клиническая картина
Заболевание проявляется в первые 10 лет жизни тугоподвижностью суставов, что заставляет заподозрить ревматоидный артрит. Ведущими клиническими симптомами являются когтеобразные деформации кистей и дисплазия бёдер, способствующие развитию прогрессирующей инвалидизации. У пациентов мужского пола инвалидизирующие деформации выражены сильнее, чем у женщин. Нередко задерживается психическое развитие. К постоянным признакам псевдополидистрофии Гурлер относятся аномалия аортального и митрального клапана сердца, при этом характерной особенностью является отсутствие гемодинамических расстройств и функциональных последствий.

## Прогноз
В некоторых случаях возможна стабилизация состояния. Пациенты обычно доживают до зрелого возраста.